# Schema.org

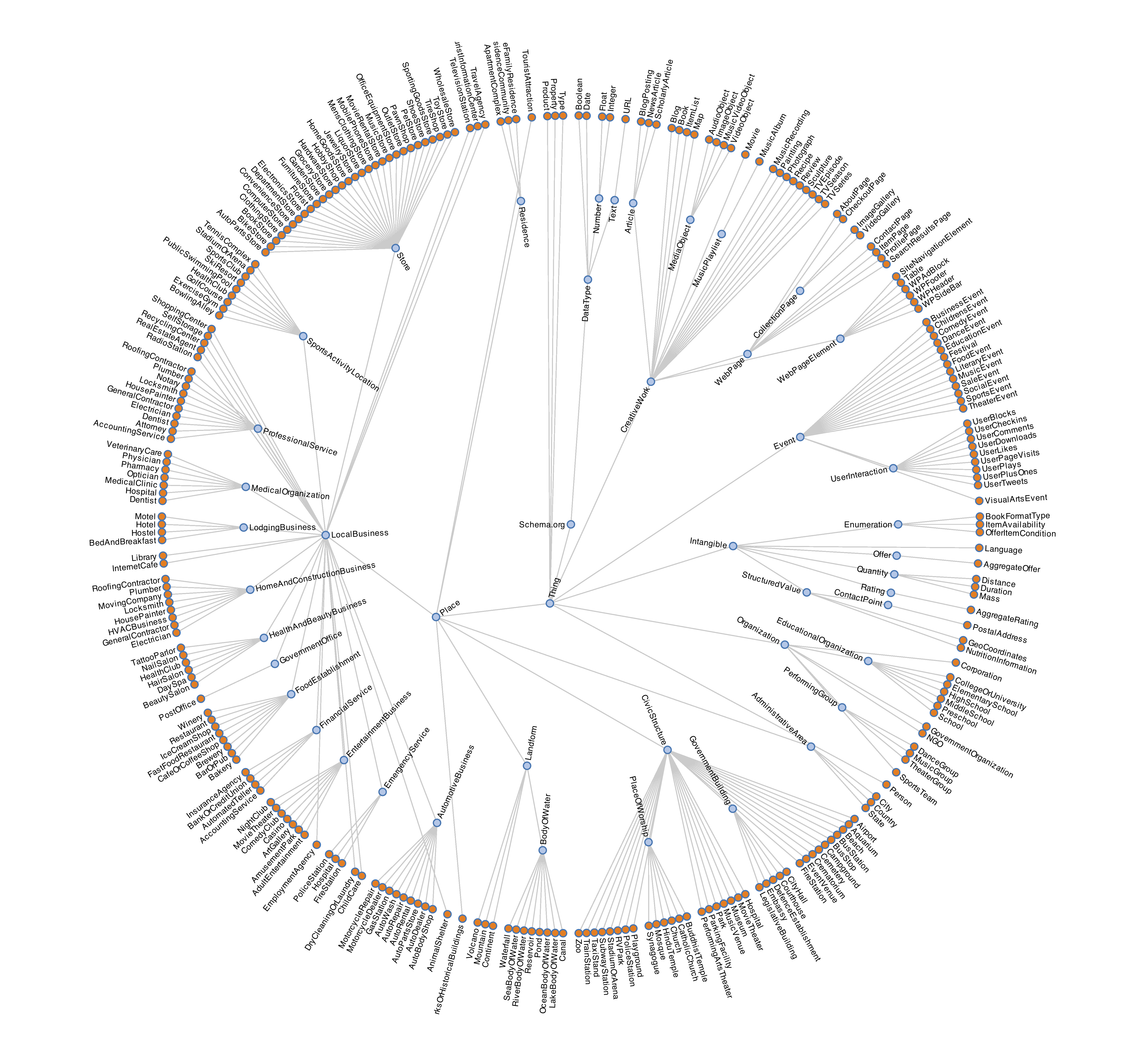
Mapeamento schema.org

A Schema.org é uma atividade colaborativa com a missão de "criar, manter e promover esquemas para dados estruturados na Internet, em páginas da Web, em mensagens de email e além" (tradução livre).  Os webmasters usam esse vocabulário compartilhado para estruturar metadados em seus sites e para ajudar os mecanismos de pesquisa a entender o conteúdo publicado, uma técnica conhecida como otimização para motores de busca .

## História
A Schema.org é uma iniciativa lançada em 2 de junho de 2011 por Bing, Google e Yahoo!  (operadores dos maiores mecanismos de pesquisa do mundo na época)  para criar um conjunto comum de esquemas para marcação de dados estruturados em páginas da web. Em novembro de 2011, a Yandex (cujo mecanismo de pesquisa é o maior da Rússia) aderiu à iniciativa. Eles propõem o uso do vocabulário schema.org (junto com os formatos microdadados, RDFa ou JSON-LD ) para marcar o conteúdo do site com metadados sobre si. Essa marcação pode ser reconhecida pelos rastreadores dos mecanismos de pesquisa  (spiders) e outros analisadores, dando acesso ao significado dos sites (veja Web Semântica). A iniciativa também descreve um mecanismo de extensão para adicionar propriedades adicionais. A discussão pública da iniciativa ocorre em grande parte na lista de discussão de vocabulários públicos do W3C.
Em 2012, a ontologia GoodRelations foi integrada ao Schema.org.
Grande parte do vocabulário do Schema.org foi inspirada em formatos anteriores, como microformatos, FOAF e OpenCyc . Os microformatos, sendo hCard seu representante princial, continuam (a partir de 2015) a ser amplamente publicado na Web, onde a implantação do Schema.org aumentou fortemente entre 2012 e 2014. Em 2015, Google começou a oferecer suporte ao formato JSON-LD e, a partir de setembro de 2017, recomendou o uso de JSON-LD para dados estruturados sempre que possível.
Apesar das vantagens claras de usar o Schema.org para websites, a adoção continua relativamente fraca. Uma pesquisa realizada em 2016 com 300 agências de marketing dos EUA e anunciantes de B2C em todos os setores, mostrando apenas 17% de uso.
Validadores como Google Structured Data Testing Tool, Yandex Microformat validator, e Bing Markup Validator  podem ser usados para testar a validade dos dados marcados com os esquemas e Microdados. Mais recentemente, o Google Search Console (anteriormente webmaster tools) forneceu uma seção de relatório para dados estruturados não analisáveis. Se algum código de esquema em um site estiver incorreto, ele será exibido neste relatório  .
Algumas marcações de esquema, como Organização e Pessoa, são usadas para influenciar os resultados do Grafo de Conhecimento do Google.

## Exemplos

### Microdados
A seguir, é apresentado um exemplo  de como marcar informações sobre um filme e seu diretor usando os esquemas e microdados do Schema.org. Para marcar os dados, o atributo itemtype é usado conjuntamente a URL do esquema O atributo itemscope define o escopo do itemtype. O tipo do item atual pode ser definido usando o atributo itemprop . 
```
<
div
 
itemscope
 
itemtype
=
"http://schema.org/Movie"
>

  
<
h1
 
itemprop
=
"name"
>
Avatar
</
h1
>

  
<
div
 
itemprop
=
"director"
 
itemscope
 
itemtype
=
"http://schema.org/Person"
>

  Director: 
<
span
 
itemprop
=
"name"
>
James Cameron
</
span
>
 
(born 
<
time
 
itemprop
=
"birthDate"
 
datetime
=
"1954-08-16"
>
August 16, 1954
</
time
>
)
  
</
div
>

  
<
span
 
itemprop
=
"genre"
>
Science fiction
</
span
>

  
<
a
 
href
=
"../movies/avatar-theatrical-trailer.html"
 
itemprop
=
"trailer"
>
Trailer
</
a
>

</
div
>

```

### RDFa 1.1 Lite
```
<
div
 
vocab
=
"http://schema.org/"
 
typeof
=
"Movie"
>

 
<
h1
 
property
=
"name"
>
Avatar
</
h1
>

 
<
div
 
property
=
"director"
 
typeof
=
"Person"
>

 Director: 
<
span
 
property
=
"name"
>
James Cameron
</
span
>

(born 
<
time
 
property
=
"birthDate"
 
datetime
=
"1954-08-16"
>
August 16, 1954
</
time
>
)
 
</
div
>

 
<
span
 
property
=
"genre"
>
Science fiction
</
span
>

 
<
a
 
href
=
"../movies/avatar-theatrical-trailer.html"
 
property
=
"trailer"
>
Trailer
</
a
>

</
div
>

```

### JSON-LD
```
<scrip
t
 
t
ype=
"application/ld+json"
>

{
 

  
"@context"
:
 
"http://schema.org/"
,

  
"@type"
:
 
"Movie"
,

  
"name"
:
 
"Avatar"
,

  
"director"
:
 

    
{
 

       
"@type"
:
 
"Person"
,

       
"name"
:
 
"James Cameron"
,

       
"birthDate"
:
 
"1954-08-16"

    
},

  
"genre"
:
 
"Science fiction"
,

  
"trailer"
:
 
"../movies/avatar-theatrical-trailer.html"
 

}

</scrip
t
>

```